# Comité d'études du Vieux-Bruxelles
Het Comité d'études du Vieux-Bruxelles (Studiecomité voor Oud-Brussel) was een organisatie voor monumentenzorg die van 1903 tot 1939 het bouwkundig erfgoed van Brussel in kaart bracht en beschermde. De collectie van meer dan duizend foto's is nog steeds waardevol. Op het vlak van publicaties en monumentenbehoud was de balans bescheidener. Toch wist het comité een zekere bewustwording te creëren en enkele gebouwen te redden.

## Geschiedenis
De oprichting van het comité was een initiatief van de Société royale d'archéologie de Bruxelles (SRAB). Haar voorstel uit 1902 werd door het stadsbestuur goedgekeurd en financieel gesteund. Vier 'archeologen' (Paul Combaz, Victor Tahon, Franz Cumont en Léon Sneyers) gingen systematisch de straat op, in de eerste plaats waar transformaties gepland waren, om historische gebouwen op te sporen en te documenteren. Alle gebouwen tot de 18e eeuw trokken hun aandacht, voor zover ze geen neoklassieke verbouwing hadden ondergaan. Anders dan de Koninklijke Commissie voor Monumenten richtte het comité zijn aandacht op 'gewone' huizen. De in 1904 begonnen inventarisatie kwam tot 362 gebouwen (waarvan er 196 de 21e eeuw haalden).
Door de toetreding van voormalig burgemeester Karel Buls in 1906, die onmiddellijk voorzitter werd, werd ook de urbanistische en stilistische context in het onderzoek betrokken. Er kwamen fotoreportages van de Putterijwijk, de Onze-Lieve-Vrouw-ten-Rooiewijk, de voormalige Sint-Elisabethkazerne, enz. De afbraakwerken zelf en de archeologische resten die daarbij aan het licht kwamen, werden vastgelegd. 
De bezetting tijdens de Eerste Wereldoorlog legde de werkzaamheden van het comité stil. De nieuwe voorzitter, burgemeester Adolphe Max, werd gedeporteerd en fotograferen was verboden. Op eigen houtje gingen de historici Guillaume Des Marez en Georges Smets verder met de inventarisatie. Hun visie op het behoud van het historische stadsweefsel en op oorspronkelijke restauraties werd gedeeld door stadsarchitect François Malfait, die het comité in juli 1917 vervoegde. Het comité kreeg een nieuw elan, maar de visie van de leden kwam niet op alle punten overeen. Des Marez was voorstander van historiserende nieuwbouw, terwijl Malfait een eigentijdse invulling wenste. Ook het voorleggen van klasseringslijsten aan de Koninklijke Commissie voor Monumenten leidde tot gebakkelei. Netelige dossiers waren de reconstructie van het ingestorte Groot Vleeshuis en het herbouwen van de Gouden Huyve, een huis uit de Stoofstraat, tegen de Sint-Niklaaskerk. Voor het Groot Vleeshuis werd niet gekozen voor de identieke reconstructie bepleit door het comité, maar ook niet voor de moderne nieuwbouw van Victor Bourgeois. Uiteindelijk kwam er een historiserend compromis van Michel Polak in neobarokke stijl.
De oorspronkelijke doelstellingen raakten steeds meer uit het zicht. De documentaire foto's waren bijna compleet en de publicaties zaten in het slop. Het monumentenbehoud kreeg de meeste aandacht, maar er werd ook een vierde programmapunt over beoordeling van nieuwbouw toegevoegd. Daarbij had men vooral oog voor het behoud van oude stratentracés. In de jaren 1930 verloor het comité aan leden, inzet en uitstraling, tot het zich in 1939 ophief.

## Leden
Het comité ging van start met vier leden voor de SRAB (Louis Paris, Alfred de Loë, Paul Combaz en Victor Tahon) en vier voor de stad (schepen Léon Lepage, stadsarchitect Samyn, stadsarchivaris Jean Van Malderghem en Alfred Mabille). Burgemeester Karel Buls werd in 1906 voorzitter. Historicus Georges Smets volgde in 1907 Alfred Mabille op als secretaris. In 1908 volgde Guillaume Des Marez de overleden Jean Van Malderghem op en nam architect Joseph Caluwaers de plaats in van Léon Sneyers. Ook de schepenen Maurice Lemonnier en Emile Jacqmain traden toe.
Minder actieve leden waren: inspecteur der Domeinen van de Stad Jean Segets (1906), Bibliothecaris van H.M. de Gravin van Vlaanderen Marrin Schweisthal (1906), conservator van het Koninklijk Natuurhistorisch Museum Ernest Van den Broeck (1906), Isidore Teirlinck (1906), gemeenteraadslid Louis Furnemont (1907), kamerlid Julien Van Der Linden (ca. 1907), advocaat Georges Cumont (1908), advocaat Paul Duvivier (1912), gemeenteraadslid Hymans en schepen Louis Steens. 
Eind 1917 was er een nieuwe lichting met architect Paul Saintenoy, Jos Destrée en archivaris Charles Pergameni en in november 1918 kwam kunstschilder Charles-Léon Cardon erbij. Traden vervolgens toe: Louis Titz en O. Buyse (1919), Arthur Cosyn (1921), Maurice Van Ysendyck (1922), Placide-Fernand Lefèvre (1926), Markies de Beauffort (1927), Armand de Behault de Dornon (1929), Paul Bonenfant (1930), Charles Terlinden (1936-1937) Joseph de Borchgrave d'Altena (1937-1938), Majoor Delvaux (1937-1938), M.A. Guislain (1937-1938), Sander Pierron (1937-1938), G. Van Kalken (1937-1938) en H. Velge (1937-1938). 

## Fotocollectie
De foto's die in opdracht van het comité werden genomen, beslaan een collectie van 1546 items in het Archief van de Stad Brussel. Naast meerdere afdrukken van deze collectie bezit het archief ook de zilvernitraatplaten. Andere exemplaren van de collectie worden bewaard door het Koninklijk Instituut voor het Kunstpatrimonium en de Koninklijke Academie voor Schone Kunsten van Brussel.
De collectie besloeg meer dan 400 foto's in 1908. In 1911 was ze verdubbeld tot 807 en aan de vooravond van de Eerste Wereldoorlog was de kaap van duizend overschreden. Vanaf dan tot 1917 stokte het omdat de bezetter fotograferen verbood. Aan een trager tempo groeide de collectie tegen 1930 tot bijna 1400 foto's. 
Het maken van de foto's werd uitbesteed aan professionele fotografen. Hun naam werd niet opgetekend. Enkel blijkt uit de rekeningen dat de fotografie van 1912 tot 1932 gebeurde door de postkaartenuitgever Nels c.q. Nels-Thill, die veel foto's ook als postkaart uitbracht. 

## Publicaties
- Le Vieux Bruxelles. Exposé préliminaire des travaux de la commission constituée sous le patronage de la Ville de Bruxelles et de la Société d'Archéologie, 1907
- Charles Buls e.a., L'Évolution du pignon à Bruxelles. Évolution esthétique. Le Vieux Bruxelles. Travaux élaboré par le comité constituée sous le patronage de la Ville de Bruxelles et de la Société d'Archéologie de Bruxelles, 1908
- Victor Tahon, Le Vieux Bruxelles. Les portes, 1908, 8 p., 31 ill.
- Guillaume Des Marez, L'origine et le développement de la ville de Bruxelles. Le Quartier Isabelle et Terarken, 1927